# ColdFusion
Coldfusion (Adobe ColdFusion) es una plataforma de desarrollo rápido de aplicaciones web que usa el lenguaje de programación CFML. En este aspecto, es un producto similar a ASP, JSP o PHP.
ColdFusion es una herramienta que corre en forma concurrente con la mayoría de los servidores web de Windows, Mac OS X, Linux y Solaris (también en servidores web personales en Windows 98 y puede ser usado para intranets). El servidor de aplicaciones web de ColdFusion trabaja con el servidor HTTP para procesar peticiones de páginas web. Cada vez que se solicita una página de ColdFusion, el servidor de aplicaciones ColdFusion ejecuta el guion o programa contenido en la página.
El lenguaje de programación CFML, propio de Coldfusion, puede crear y modificar variables igual que en otros lenguajes de programación que nos son familiares. Posee control de flujo de programas, como IF, Case, ciclo, etc. Tiene muchas funciones built-in para realizar tareas más complicadas, por ejemplo:
para averiguar qué día de la semana será el 3 de agosto del 2027
```
DayOfWeekAsString(DayOfWeek('2027/08/03'))

```

No es un lenguaje de bases de datos, pero interacciona de manera simple con bases de datos (Sybase, Oracle, MySQL, SQL Server, o Access). Usando SQL estándar, las páginas y aplicaciones web pueden fácilmente recuperar, guardar, formatear y presentar información dinámicamente.
Muchas de las funciones poderosas de ColdFusion, como leer desde y escribir en discos duros del servidor, son basadas en tags. Así como el tag <Table> puede tener argumentos como 'width' o 'align', el tag <CFFILE> tiene argumentos que especifican 'action=read/write/copy/delete', path=' etc.
El tag <CFFORM> construye automáticamente todo el código JavaScript para verificar los campos requeridos antes de hacer el formulario. ColdFusion también tiene tags para COM, Corba y Applets y Servlets de Java.
ColdFusion fue diseñado para desarrollar sitios complejos y de alto tráfico. ColdFusion está diseñado para correr en máquinas multi-procesador, y permite construir sitios que pueden correr en clusters de servidores.
Es un lenguaje que se ejecuta en el servidor. A diferencia de JavaScript y Applets Java, que se ejecuta en el cliente, ColdFusion se ejecuta en el servidor web. Esto significa que los guiones escritos en ColdFusion correrán de la misma manera en cualquier navegador web.

## Historia
ColdFusion fue desarrollado inicialmente por J. J. Allaire, y su primera versión apareció en julio de 1995. En 2001, estando en el mercado la versión 5, Allaire fue adquirido por Macromedia, que en junio de 2002 lanzó ColdFusion MX (6.0), llamado de esta manera para seguir la nomenclatura de sus otros productos. Esta versión fue completamente reescrita en Java desde cero, y fue diseñada, entre otros aspectos, para integrarse de manera sencilla con Macromedia Flash, el producto estrella de la compañía.
ColdFusion MX 7 fue lanzado en febrero de 2005, meses antes de la adquisición de Macromedia por Adobe Systems. En la actualidad está disponible la versión 11.

## Versiones
- 1995-July-02: Allaire Cold Fusion version 1.0
- 1996: Allaire Cold Fusion version 1.5
- 1996-November: Allaire Cold Fusion version 2.0
- 1997-June: Allaire Cold Fusion version 3.0
- 1998-January: Allaire Cold Fusion version 3.1
- 1998-November: Allaire ColdFusion version 4.0 (Se elimina el espacio entre Cold y Fusion y pasa a llamarse ColdFusion)
- 1999-November: Allaire ColdFusion version 4.5
- 2001-June: Macromedia ColdFusion version 5.0
- 2002-May: Macromedia ColdFusion MX version 6.0 (build 6,0,0,48097), Updater 1 (build 6,0,0,52311), Updater 2 (build 6,0,0,55693), Updater 3 (build 6,0,0,58500)
- 2003-July: Macromedia ColdFusion MX version 6.1 (build 6,1,0,63958), hot fix (6,1,0,xxxxx), Updater 1 (build 6,1,0,83762)
- 2005-February-07: Macromedia ColdFusion MX 7 (build 7,0,0,91690)
- 2005-September-27: Macromedia ColdFusion MX 7.0.1 (build 7,0,1,116466)
- 2006-June-28: Macromedia ColdFusion MX 7.0.2 (build 7,0,2,142559)
- 2007-July-30: Adobe ColdFusion 8 (build 8,0,0,176276)
- 2008-April-03: Adobe ColdFusion 8.0.1 (build 8,0,1,195765)
- 2009-October-05: Adobe ColdFusion 9 (build 9,0,0,251028)
- 2010-July-13: Adobe ColdFusion 9.0.1 (build 9,0,1,274733)
- 2012-May-15: Adobe ColdFusion 10 (build 10,0,0,282462)
- 2012-May-31: Adobe ColdFusion 9.0.2 (build 9,0,2,282541)
- 2012-August-31: Adobe ColdFusion 10 Update 1 (build 10,0,0,282462)
- 2012-September-11: Adobe ColdFusion 10 Update 2 (build 10,0,0,283111)
- 2012-October-16: Adobe ColdFusion 10 Update 3 (build 10,0,3,283145)
- 2012-November-02: Adobe ColdFusion 10 Update 4 (build 10,0,4,283281)
- 2012-November-19: Adobe ColdFusion 10 Update 5 (build 10,0,5,283319)
- 2012-December-11: Adobe ColdFusion 10 Update 6 (build 10,0,6,283435)
- 2013-January-15: Adobe ColdFusion 10 Update 7 (build 10,0,7,283649)
- 2013-February-27: Adobe ColdFusion 10 Update 8 (build 10,0,8,284032)
- 2013-Apr-10: Adobe ColdFusion 10 Update 9 (build 10,0,9,284568)
- 2013-May-14: Adobe ColdFusion 10 Update 10 (build 10,0,10,284825)
- 2013-July-09: Adobe ColdFusion 10 Update 11 (build 10,0,11,285437)
- 2013-November-12: Adobe ColdFusion 10 Update 12 (build 10,0,12,286680)
- 2013-November-21: Adobe ColdFusion 10 Mandatory Update (build 10,283922) - No necesaria si tienes Update 8 o posterior.
- 2014-January-10: Adobe ColdFusion 10 Update 13 (build 10,0,13,287689)
- 2014-October-14: Adobe ColdFusion 10 Update 14[1]
- 2014-December-9: Adobe ColdFusion 10 Update 15 (build 10,0,15,292620)[2]
- 2014-April-29: Adobe ColdFusion 11 (build 11,0,0,289822)
- 2014-September-22: Adobe ColdFusion 11 Update 1[3]
- 2014-October-14: Adobe ColdFusion 11 Update 2[4]
- 2014-December-9: Adobe ColdFusion 11 Update 3[5]
- 2015-November-17: Adobe ColdFusion 11 Update 7[6]
- 2016-February-16: Adobe ColdFusion (2016 release) (build 2016,0,0,297996)
- 2016-May-10: Adobe ColdFusion 11 Update 8[7]
- 2016-May-10: Adobe ColdFusion 2016 Update 1[8]
- 2016-June-14: Adobe ColdFusion 11 Update 9[9]
- 2016-June-14: Adobe ColdFusion 2016 Update 2[10]
- 2016-August-30: Adobe ColdFusion 11 Update 10[11]
- 2016-October-7: Adobe ColdFusion 2016 Update 3[12]
- 2016-December-20: Adobe ColdFusion 11 Update 11[13]
- 2017-April-25: Adobe ColdFusion 11 Update 12[14]
- 2017-April-25: Adobe ColdFusion 2016 Update 4[15]
- 2017-September-12: Adobe ColdFusion 11 Update 13[16]
- 2017-September-12: Adobe ColdFusion 2016 Update 5[17]
- 2018-April-10: Adobe ColdFusion 11 Update 14[18]
- 2018-April-10: Adobe ColdFusion 2016 Update 6[19]
- 2018-July-12: Adobe ColdFusion (2018 Release) (2018.0.0.310739)[20]

## Ejemplos de código
Consulta a una base de datos:
```
<cfquery name="nombredelaconsulta" datasource="conexion_odbc">
  SELECT * 
  FROM table
  WHERE campo = 'hola'
</cfquery>
```

Mostrar la respuesta de la consulta:
```
<cfoutput query="nombredelaconsulta">
   #nombredelaconsulta.campo#
   
<!---Las variables se escriben entre # #. Este texto es un comentario --->

</cfoutput>
```

Dar valores y mostrar variables:
```
<cfset sCadena = "Hola mundo!">
Contenido de la variable: <cfoutput>#sCadena#</cfoutput>
```

Usar servicios web:
```
<cfinvoke webservice="http://web.service/service?wsdl" method="prueba" returnVariable="resultado">

```